# Teclado chiclete

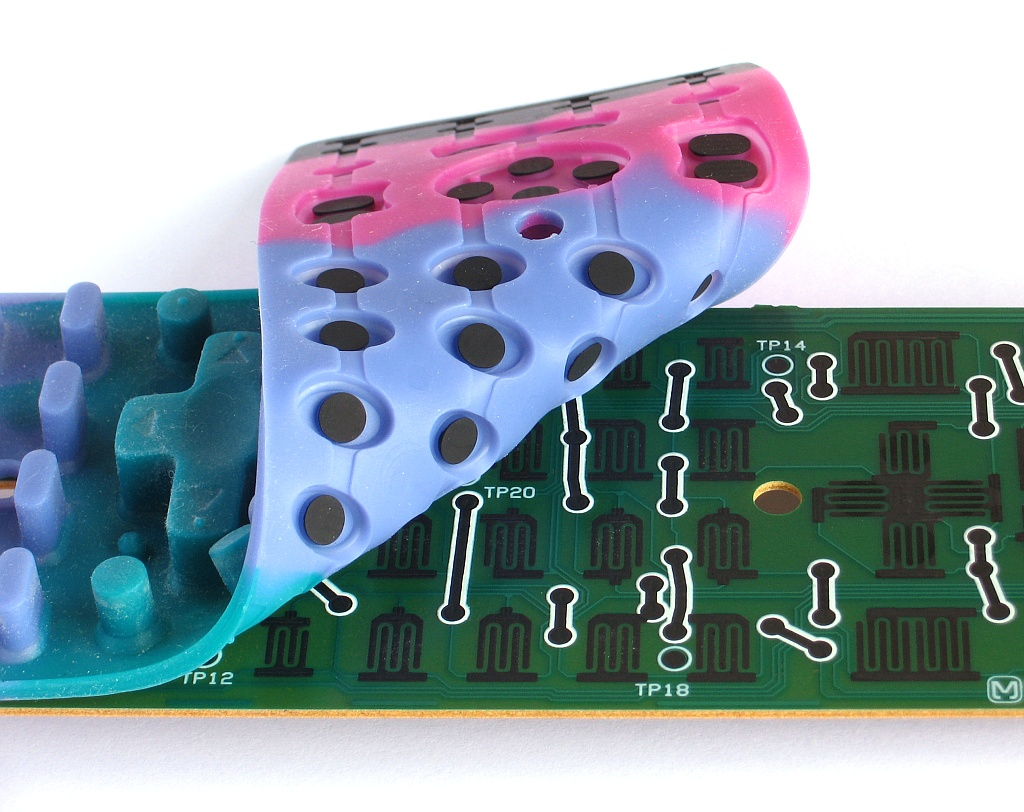
Teclado de borracha de um controle remoto. Quando uma tecla é pressionada, o material condutor em sua parte de baixo toca o par de contactos abaixo, conectando-os e fechando o circuito.

Teclado chiclete é a gíria para um teclado de computador construído com uma matriz de pequenas teclas chatas, retangulares ou em formato de losango, que lembram borrachas ou pedaços de chiclete. O termo veio de "Chiclete", a marca comercial de um tipo de goma de mascar.

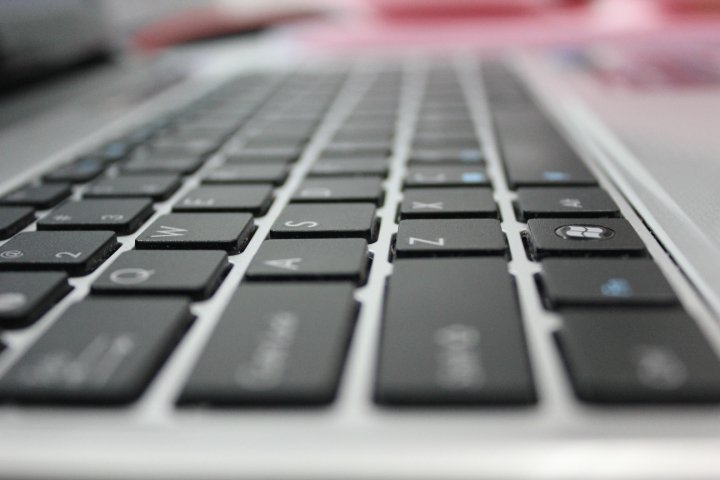
Teclados chicletes são comumente utilizados em laptops.

Os fabricantes apreciavam sobremaneira o teclado chiclete porque ele era barato de produzir. Muitos dos primeiros computadores domésticos (particularmente o ZX Spectrum), computadores portáteis e laptops foram equipados com ele. Todavia, os consumidores o rejeitaram quase que em unanimidade, embora não fosse tão desagradável de manejar quanto os teclados de membrana. Desde meados dos anos 1980, teclados chiclete têm sido restringidos a produtos eletrônicos de baixo custo, tais como calculadoras de bolso, PDAs baratos e muitos tipos de controles remotos.
A expressão "teclado chiclete" não é utilizada em todos os países. Por exemplo, no Reino Unido (onde a marca Chiclets não é vendida), o termo corrente é dead-flesh keyboard (teclado de carne morta, da sensação passada pelas teclas) ou simplesmente, rubber-keyed keyboard (teclado de teclas emborrachadas). Na Noruega, o termo eraser keyboard (teclado de borracha) era comumente utilizado (visto que as teclas lembravam borrachas de apagar lápis).
O termo mudou de significado nos últimos anos. Durante o primeiro boom do computador doméstico da década de 1980, um teclado chiclet era sinônimo de qualidade barata e de uma experiência de usuário ruim. Atualmente, o termo se refere a teclados de baixo perfil e de curso curto com teclas simplificadas, planas e separadas por moldura que, apesar da aparência, funcionam como teclados de computadores contemporâneos.